# Suimanga ventrenegre
El suimanga ventrenegre (Cinnyris nectarinioides) és un ocell de la família dels nectarínids (Nectariniidae).

## Hàbitat i distribució
Habita sabanes amb acàcies al sud-est de Etiòpia i sud de Somàlia, cap al sud, a través del centre i est de Kenya fins l'extrem nord-est de Tanzània.